# Aleksandr Ovechkin
Aleksandr Ovechkin (Moscú, RSFS de Rusia, Unión Soviética; 17 de septiembre de 1985) es un jugador profesional ruso de hockey sobre hielo. Juega en la posición de extremo izquierdo y actualmente actúa como capitán de los Washington Capitals de la National Hockey League (NHL).

## Biografía
Ovechkin nació en la URSS en 1985, y es hijo de la jugadora de baloncesto y campeona de dos medallas olímpicas de oro en 1976 y 1980, Tatiana Ovechkina. Mostró interés por el hockey sobre hielo desde pequeño y comenzó a jugar con 7 años. 

## Carrera

### Dinamo de Moscú
Se integró en el sistema de la sección de hockey del Dinamo Moscú, debutando como profesional con 16 años en la temporada 2001-02 de la Liga Rusa. En el año 2004 ganó el premio de la liga al mejor extremo izquierda y se convirtió en el jugador más joven de la historia del Dinamo en liderar el tanteo del equipo.
Además de sus logros en el Dinamo, ganó con la selección juvenil rusa de hockey dos medallas de oro en los mundiales de 2002 y 2003.

### Washington Capitals
Ovechkin fue la primera selección del draft en el año 2004, yendo a los Washington Capitals. Un año antes ya intentó contratarlo los Florida Panthers, pero el jugador no superaba la mayoría de edad en dos días. Aunque su debut estaba previsto para la misma temporada en que fue contratado, la huelga de la NHL en la temporada 2004-05 retrasó su estreno a la próxima campaña. Su primer partido fue el 5 de octubre de 2005 anotando dos goles, y cuajó una temporada de debut en la que llegó a marcar incluso un gol de bella factura ante los Phoenix Coyotes que fue aclamado por la prensa deportiva y la especializada. Finalmente, tras liderar entre los novatos las estadísticas en goles, puntos, goles en power play y disparos, Ovechkin recibió el Calder Memorial Trophy al mejor novato del año. Además, fue convocado por la selección nacional absoluta de Rusia y apareció en el equipo de las estrellas de la NHL en 2006 y 2007.
En 2008 Ovechkin firmó un contrato de renovación con su equipo considerado como el mayor valor en la historia de la NHL, por valor de 124 millones de dólares y en el que ganaría 9.5 millones por año. En la temporada 2007-08 consiguió marcar 60 goles en una temporada y finalizó la temporada como líder en puntos (112) y goles (65), lo que le valió el Art Ross Trophy y el Maurice "Rocket" Richard Trophy. Además logró meter a su equipo en playoff, donde cayeron en cuartos de final ante los Pittsburgh Penguins. Ovechkin recibió el Hart Memorial Trophy como mejor jugador del año en la NHL además de aparecer en el equipo de las estrellas del campeonato por tercer año consecutivo, y fue condecorado por el alcalde de Washington D. C., Adrian Fenty, con la llave de la ciudad. Con la selección rusa logró el campeonato del mundo en los Mundiales de hockey de 2008.
Desde entonces, los Washington Capitals lograrían entrar de manera consistente en los playoff -exceptuando la temporada 2013-2014-, pero no superarían la segunda etapa hasta 2018, cuando ganaría la Copa Stanley por primera vez en la historia del equipo. 
En 2017, la NHL festejó sus 100 años, nombrando a los 100 mejores jugadores a lo largo de su historia. Ovechkin fue incluido en la lista, junto con otros jugadores activos (Kane, Keith, Toews, Crosby, Jagr), durante una gala en el fin de semana All Star.
Luego de terminar su contrato, en la temporada 2020-2021 y con 35 años de edad, Ovechkin firmó un nuevo contrato por 5 años.
Desde entonces, Ovechkin rompió el récord histórico de goles en power play de Dave Andreychuk, anotando su gol de power play número 275 contra los Detroit Red Wings el 31 de diciembre de 2021. El 16 de marzo de 2022, anotó su gol 767 de temporada regular, superando a Jaromír Jágr y alcanzando el tercer lugar de goles en la historia de la NHL, por detrás de Gordie Howe (801) y Wayne Gretzky (894).
En abril de 2022, anotando su 50.º gol de la temporada, Ovechkin igualó a Mike Bossy y Wayne Gretzky como los únicos jugadores con nueve temporadas con 50 goles.

## Estadísticas
| 2001–02      | Dínamo de Moscú     | RSL          | 21   | 2   | 2   | 4    | 4   | 3   | 0  | 0  | 0   | 0  |
| 2002–03      | Dínamo de Moscú     | RSL          | 40   | 8   | 7   | 15   | 29  | 5   | 0  | 0  | 0   | 2  |
| 2003–04      | Dínamo de Moscú     | RSL          | 53   | 13  | 10  | 23   | 4   | 3   | 0  | 0  | 0   | 2  |
| 2004–05      | Dínamo de Moscú     | RSL          | 37   | 13  | 14  | 27   | 32  | 10  | 2  | 4  | 6   | 31 |
| 2005–06      | Washington Capitals | NHL          | 81   | 52  | 54  | 106  | 52  | —   | —  | —  | —   | —  |
| 2006–07      | Washington Capitals | NHL          | 82   | 46  | 46  | 92   | 52  | —   | —  | —  | —   | —  |
| 2007–08      | Washington Capitals | NHL          | 82   | 65  | 47  | 112  | 40  | 7   | 4  | 5  | 9   | 0  |
| 2008–09      | Washington Capitals | NHL          | 79   | 56  | 54  | 110  | 72  | 14  | 11 | 10 | 21  | 8  |
| 2009-10      | Washington Capitals | NHL          | 72   | 50  | 59  | 109  | 89  | 7   | 5  | 5  | 10  | 0  |
| 2010-11      | Washington Capitals | NHL          | 79   | 32  | 53  | 85   | 41  | 9   | 5  | 5  | 10  | 10 |
| 2011-12      | Washington Capitals | NHL          | 78   | 38  | 27  | 65   | 26  | 14  | 5  | 4  | 9   | 8  |
| 2012-13      | Dínamo de Moscú     | KHL          | 31   | 19  | 21  | 40   | 14  | -   | -  | -  | -   | -  |
| 2012-13      | Washington Capitals | NHL          | 48   | 32  | 24  | 56   | 36  | 7   | 1  | 1  | 2   | 4  |
| 2013-14      | Washington Capitals | NHL          | 78   | 51  | 28  | 79   | 49  | -   | -  | -  | -   | -  |
| 2014-15      | Washington Capitals | NHL          | 81   | 53  | 28  | 81   | 58  | 14  | 5  | 4  | 9   | 6  |
| 2015-16      | Washington Capitals | NHL          | 79   | 50  | 21  | 71   | 53  | 12  | 5  | 7  | 12  | 2  |
| 2016-17      | Washington Capitals | NHL          | 82   | 33  | 36  | 69   | 50  | 13  | 5  | 3  | 8   | 8  |
| 2017-18      | Washington Capitals | NHL          | 82   | 49  | 38  | 87   | 32  | 24  | 15 | 12 | 27  | 8  |
| 2018-19      | Washington Capitals | NHL          | 81   | 51  | 38  | 89   | 40  | 7   | 4  | 5  | 9   | 19 |
| 2019-20      | Washington Capitals | NHL          | 68   | 48  | 19  | 67   | 30  | 8   | 4  | 1  | 5   | 2  |
| 2020-21      | Washington Capitals | NHL          | 45   | 24  | 18  | 42   | 12  | 5   | 2  | 2  | 4   | 2  |
| 2021-22      | Washington Capitals | NHL          | 77   | 50  | 40  | 90   | 18  | 6   | 1  | 5  | 6   | 0  |
| 2022-23      | Washington Capitals | NHL          | 73   | 42  | 33  | 75   | 48  | -   | -  | -  | -   | -  |
| Total en NHL | Total en NHL        | Total en NHL | 1347 | 822 | 663 | 1485 | 797 | 147 | 72 | 69 | 141 | 77 |
| Total en RSL | Total en RSL        | Total en RSL | 151  | 36  | 33  | 69   | 106 | 18  | 2  | 4  | 6   | 35 |
| Total en KHL | Total en KHL        | Total en KHL | 31   | 19  | 21  | 40   | 14  | -   | -  | -  | -   | -  |

## Palmarés

### Equipos
- Mundial de Hockey sobre hielo: Oro (2008, 2012, 2014), Bronce (2005, 2007)
- Campeonato del mundo juvenil: Oro (2002, 2003), Plata (2005)
- Copa Stanley: temporada 2017-2018 (Washington Capitals)

### Individual
- Trofeo Calder Memorial: 2006
- Trofeo Art Ross : 2008
- Trofeo Hart Memorial : 2008, 2009, 2013
- Trofeo Maurice "Rocket" Richard: 2008, 2009, 2013, 2014, 2015, 2016, 2018, 2019, 2020
- Lester B. Pearson Award/Ted Lindsay Award: 2008, 2009, 2010
- Trofeo Conn Smythe: 2018
- Mejor jugador ruso de la NHL: 2006, 2007, 2008, 2009, 2010, 2014, 2015
- Mejor jugador ruso del mundo: 2018